# Marian z Roccacasale
Marian z Roccacasale (ur. 14 stycznia 1778 w Roccacasale; zm. 31 maja 1866) – włoski franciszkanin, Błogosławiony Kościoła katolickiego.

## Życiorys
Urodził się w bardzo religijnej rodzinie. Był najmłodszym z sześciorga dzieci swoich rodziców. Mając 24 lata wstąpił do franciszkańskiego klasztoru św. Mikołaja i tam, 2 września 1802 roku otrzymał habit. Po roku nowicjatu w 1803 roku złożył śluby zakonne. W 1815 roku, mając 37 lat, przeniósł się do klasztoru franciszkańskiego w Bellegrze, tam pełnił funkcję furtiana. W dniu 23 maja 1866 roku zasłabł w czasie modlitwy przed Najświętszym Sakramentem; zmarł kilka dni później w opinii świętości.
Został beatyfikowany przez papieża Jana Pawła II w dniu 3 października 1999 roku.